# Rhipsalis rhombea
Rhipsalis rhombea là một loài thực vật có hoa trong họ Cactaceae. Loài này được (Salm-Dyck) Pfeiff. miêu tả khoa học đầu tiên năm 1837.